# Knock You Down
Knock You Down ist ein Lied der aus Amerika stammenden R&B-Sängerin Keri Hilson und den Musikern Ne-Yo und Kanye West. Das Lied ist die zweite Single aus Keri Hilsons erstem Studioalbum In A Perfect World... Die Single wurde am 7. April 2009 das erste Mal von den US-amerikanischen und britischen Radios gesendet. Knock You Down ist Hilsons bisher erfolgreichste internationale Single.

## Hintergrund
Hilson und Ne-Yo kannten sich bereits aus ihren Tagen als Co-Songwriter. In einem Interview im September 2008 mit Rap-Up sagte Ne-Yo: „Zum einen denke ich, dass Keri Hilson zu freaky ist, um im Hintergrund zu sein. Zweitens ist ihre Stimme unglaublich und obendrein kann sie schreiben. Ich denke also, dass sie auf jeden Fall eine ist, die das Rampenlicht verdient“.

## Musikvideo
Das Musikvideo zu Knock You Down in der Regie von Chris Robinson feierte Premiere am 23. März 2009. Das Video beginnt mit Keri Hilson, sie fällt langsam nach hinten auf ein Bett, dann erscheint Kanye West und leitet das Lied mit seinen Rapversen ein. Hilson und West reflektieren als Nächstes ihre letzten Beziehungen. West spielt im Musikvideo einen Maler, welcher ein Porträt von Keri Hilson zeichnet. Hilson und West kommen sich beide näher, Hilson zeigt West in ihrem Bett erregende Sexposen und -stellungen. Man sieht wie sich Hilson im Bett wälzt und tanzt, dazwischen werden immer Szenen eingeblendet, die zeigen, wie Hilson das Lied vor einem weißen Hintergrund singt. Danach sieht man wieder Hilson zusammen mit West, beide fallen nach hinten auf den Boden, wie zuvor bereits Hilson auf ihr Bett. Anschließend wird noch gezeigt, wie Hilson sich zwischen beiden Männern (Kanye West und Ne-Yo) zwecks einer Beziehung entscheiden muss. Das Video wurde in Amerika gedreht.

## Kommerzieller Erfolg

### Chartplatzierungen
In den US-amerikanischen Billboard Hot 100 schaffte es Knock You Down auf Platz drei der Charts und war somit Hilsons erste Top-10-Single in den Vereinigten Staaten. In Deutschland stieg der Song auf Platz 30 der deutschen Singlecharts ein. Im Vereinigten Königreich schaffte es die Single auf Platz fünf der Singlecharts.
| ChartsChartplatzierungen       | Höchstplatzierung | Wochen |
| ------------------------------ | ----------------- | ------ |
| Deutschland (GfK)              | 30 (9 Wo.)        | 9      |
| Österreich (Ö3)                | 37 (5 Wo.)        | 5      |
| Vereinigte Staaten (Billboard) | 3 (31 Wo.)        | 31     |
| Vereinigtes Königreich (OCC)   | 5 (22 Wo.)        | 22     |

| ChartsJahrescharts (2009)      | Platzierung |
| ------------------------------ | ----------- |
| Vereinigte Staaten (Billboard) | 15          |
| Vereinigtes Königreich (OCC)   | 41          |

### Auszeichnungen für Musikverkäufe
| Land/Region                  | Auszeichnungen für Musikverkäufe (Land/Region, Auszeichnung, Verkäufe) | Verkäufe  |
| ---------------------------- | ---------------------------------------------------------------------- | --------- |
| Australien (ARIA)            | Gold                                                                   | 35.000    |
| Brasilien (PMB)              | Gold                                                                   | 30.000    |
| Neuseeland (RMNZ)            | 3× Platin                                                              | 90.000    |
| Vereinigte Staaten (RIAA)    | 2× Platin                                                              | 2.000.000 |
| Vereinigtes Königreich (BPI) | Platin                                                                 | 600.000   |
| Insgesamt                    | 2× Gold · 6× Platin ·                                                  | 2.755.000 |